# Partido Socialista (Senegal)
El Partido Socialista (PS, en francés: Parti Socialiste) es un partido político senegalés, miembro de la Internacional Socialista. La formación ha gobernado el país de 1960 al 2000 a través de los dos primeros presidentes de la República del Senegal: Léopold Sédar Senghor y Abdou Diouf. A partir del año 2000 el partido perdió apoyo. Desde 2012 forma parte de la coalición Benno Bokk Yakaar (Unidos en la Esperanza) que apoya al presidente Macky Sall.  

## Historia
El 27 de octubre de 1948, Léopold Sédar Senghor fundó el Bloque Democrático Senegalés (BDS), tras una escisión de la Sección Francesa de la Internacional Obrera. Para aumentar su influencia, el BDS se apoya en gran medida en las autoridades religiosas y tribales. Esta capacidad de unir a muchos grupos étnicos diferentes, junto con el carisma personal de Senghor, impulsó al BDS a la primera línea política senegalesa previo a la independencia.
En febrero de 1957, el Bloque Democrático Senegalés se fusionó con la Unión Democrática Senegalesa, el Movimiento Autónomo de Casamance y una fracción del Movimiento Popular Senegalés dirigido por Abdoulaye Thiaw para crear el Bloque Popular Senegalés. Léopold Sédar Senghor fue nombrado líder político y Mamadoud Dia secretario general del nuevo partido.
En 1958, el BPS se fusionó con el Partido Socialista de Acción Senegalés de Lamine Guèye para formar la Unión Progresista Senegalesa.
En noviembre de 1976, el partido integra la Internacional Socialista. El diciembre del mismo año el partido toma el nombre de Partido Socialista.
Desde el año 2000 el partido fue perdiendo terreno. En las elecciones legislativas de 2001, el PS obtuvo 326.126 votos, o el 17,4%, y obtuvo 10 escaños de los 120 entonces en la Asamblea Nacional de Senegal.
El PS es uno de los partidos que optó por el boicot durante las elecciones legislativas de 2007. En las elecciones presidenciales de 2007, su candidato Ousmane Tanor Dieng quedó en tercer lugar ten la primera vuelta con el 13 % de los votos. Cinco años después, el mismo candidato ocupa el cuarto lugar del escrutinio. Este descenso de influencia culmina en las elecciones presidenciales de 2019, cuando el Partido Socialista, aliado del presidente saliente Macky Sall y debilitado por la disidencia de una de las ex figuras, el alcalde de Dakar Khalifa Sall, encarcelado por presunta malversación de fondos públicos, decide, por primera vez desde el establecimiento de la República de Senegal, no presentar un candidato. El partido se divide en dos facciones, una fiel a Khalifa y otra fiel a Ousmane Tanor Dieng. El PS anuncia la exclusión del partido de unas 60 personas.
Desde 2012 del PS forma parte de la coalición Benno Bokk Yakaar (Unidos en la Esperanza) que apoya al presidente Macky Sall.
Tras la muerte de Ousmane Tanor Dieng fue nombrada Secretaria General interina y presidenta del PS a Aminata Mbengue Ndiaye. La iniciativa acciones y reflexiones socialistas IRAS le ha reclamado que no se comprometa frente a la coalición a no presentar candidatura en las elecciones presidenciales previstas en 2024.

## Ideología
Es un partido de izquierda, miembro de la Internacional Socialista.
El PS se presenta como "la organización de los obreros, campesinos y otros trabajadores, intelectuales de Senegal, sin distinción de raza, religión, origen, sexo o edad". 

## Símbolos
El puño y la rosa

## Movimientos
Los diferentes movimientos del Partido Socialista son:
- el Movimiento nacional de Jóvenes Socialistas;

- el Movimiento de Jóvenes Socialistas de Senegal en Europa;

- el Movimiento de Alumnos y Estudiantes Socialistas;

- el Movimiento de Mujeres Socialistas.

Aminata Mbengue Ndiaye es la presidenta del movimiento de mujeres del Partido Socialista.

## Resultados electorales

### Elecciones presidenciales
|  | 100 % |

|  | 99.39 % |

|  | 99.98 % |

|  | 82.20 % |

|  | 83.45 % |

|  | 73.20 % |

|  | 58.40 % |

|  | 58.40 % |

|  | 41.30 % |

|  | 41.51 % |

|  | 13.56 % |

|  | 11.30 % |

### Elecciones parlamentarias
| Año  | Votos            | %                | Escaños          | +/−              | Posición         |
| ---- | ---------------- | ---------------- | ---------------- | ---------------- | ---------------- |
| 1963 | 1.132.518        | 94,20            | 80/80            |                  | 1º               |
| 1968 | 1.209.984        | 100              | 80/80            | Sin cambios      | 1º               |
| 1973 | 1.355.306        | 100              | 100/100          | 20               | 1º               |
| 1978 | 790.799          | 81,74            | 82/100           | 18               | 1º               |
| 1983 | 862.713          | 79,94            | 111/120          | 29               | 1º               |
| 1988 | 794.559          | 71,34            | 103/120          | 8                | 1º               |
| 1993 | 602.171          | 56,56            | 84/120           | 19               | 1º               |
| 1998 | 612.559          | 50,20            | 93/140           | 9                | 1º               |
| 1998 | 612.559          | 50,20            | 93/140           | 9                | 1º               |
| 2001 | 326.126          | 17,40            | 10/120           | 83               | 3º               |
| 2007 | Boicot electoral | Boicot electoral | Boicot electoral | Boicot electoral | Boicot electoral |